# 캡슐보이
《캡슐보이》는 테드월드에서 제작한 한국의 애니메이션이다. 한국의 KBS 1TV에서 2016년 5월 15일에 방영을 시작했으며, 매주 일요일, 10월 1일과 8일에는 토요일에 방송했고, 10월 21일부터는 금요일에 오후 2시 30분에 방송을 했으며, 12월 2일에 종영을 했다. 한국의 SBS TV에서 2019년 1월 12일부터 7월 6일까지《캡슐보이: 우주를 지켜라》를 방영했다.

## 방송 일시
| 방송 채널 | 방송일                     | 방송 시간 |
| --------- | -------------------------- | --------- |
| KBS 1TV   | 2016년 5월 15일 ~ 12월 2일 | 종료      |
| SBS TV    | 2019년 1월 12일 ~ 7월 6일  | 종료      |

## 개요
6.5cm의 데구르디안들이 우주선의 이상으로 지구에 떨어지게 되면서 겪는 이야기를 담았다.

## 등장인물

### 외계인
데구르디안 5명은 모두 해양 동물을 모티브로 했다.
- 파이키
  - 말미잘을 모티브로 했다.
- 쥬크미
  - 문어 또는 주꾸미를 모티브로 했다.
- 라이티
  - 멍게를 모티브로 했다.
- 죠
  - 가리비를 모티브로 했다.
- 럼블
  - 해파리를 모티브로 했다.

### 악역 및 기타
- 오베건
  - 본작의 악역으로 상어를 모티브로 했다.

- 몬스터
- 밍페이
  - 13화부터 등장한 외계인으로, 데구르디안이 아닌 외계인이자, 인어를 모티브로 했다.

### 인간
- 선유진: 5명의 데구르디안과 같이 살게 된 인간이다.
- 안테오: 유진의 같은 반 친구이자, 라이벌 그리고 부잣집의 아들로 미나를 포함한 여자아이들에게 인기가 많다.
- 조미나: 유진의 같은 반 친구이자, 사랑하는 인물.

## 1기
- 양정화: 파이키
- 소연: 쥬크미
- 한채언: 라이티
- 홍범기: 죠
- 김은아: 럼블
- 김기흥: 오베건
- 강호철: 몬스터
- 김하영: 밍페이
- 안영미: 유진
- 이호산: 테오
- 안소이: 미나

## 2기
- 안영미: 김우주
- 안현서: 파이키
- 한채언: 라이티
- 이미연: 쥬크미
- 김은아: 럼블
- 권창욱: 죠
- 강호철: 오베건
- 석승훈: 두두
- 이호산: 나재벌

## 3기
- 안영미: 김우주,유진'
- 김채하: 파이키
- 정미라: 라이티
- 강호철: 죠
- 김율: 쥬크미
- 김영은: 럼블
- 이장원: 오베건
- 전태열: 공룡 로봇
- 이지현: 아니마